# Атани
Атани (на гръцки: Αθάνι) е село в югозападната част на остров Левкада, Гърция. Това е най-близко разположеното село до известния плаж Порто Кацики. Също така оттук минава пътят и за другите два популярни плажа - Егремни и Гялос като най-късо е разстоянието по права линия до Гялос (3,5 km), но поради голямата денивелация слизането до него отнема цял час пеша.
Селото е построено на височина 382 m и е заобиколено от маслинови горички. Прочуто с вкусния си мед и с прекрасните залези към Йонийско море.

## История
Археологическите проучвания в района доказват, че той е населяван от дълбока древност. Конкретно на сегашното си място обаче селото е основано през XIV в. и по-конкретно след 1357 г. от преселници от Калабрия, за което свидетелства и даденото от тях име на селото - първоначално то се нарича Азани (на италиански: Azani; на гръцки: Αζάνι) по името на напуснатото от тяхно родно село на Апенинския полуостров, тъй като и днес в района на Реджо ди Калабрия има местност наречена Азани (вече необитавана). По отношение на етимологията на думата „азани“ има няколко теории като интересното е, че едната е свързана и с името на българския благороднически род Асеневци (на гръцки се произнася Асани), още повече че след падането на Константинопол 1453 г. тук идват и преселници оттам, бягайки от османската заплаха.
По време на османското владичество (1479 - 1684) селото е обитавано в горната си (източна) част и от османци.
От 50-те докъм края на 60-те години на XX в. значителна част от жителите на селото емигрират отвъд океана или в големите градски центрове на Гърция в търсене на работа и по-добър живот. Напоследък обаче се забелязва обратният процес – немалко европейци откриват красивата природа на Атани и се установяват тук поне за през летните месеци.
Атани се намира в една от най-земетръсните зони в Гърция. По време на земетресението от октомври 2003 г. селото претърпява незначителни щети, но при следващото на 15 ноември 2015 от 6. степен по скалата на Рихтер пострадва сериозно с материални разрушения и с човешка жертва.

## Население
Според статистическите преброявания населението е както следва:
| Година | Брой жители на Атани | Население на общината |
| ------ | -------------------- | --------------------- |
| 1981   | 232                  | -                     |
| 1991   | 204                  | -                     |
| 2011   | 204                  | 213                   |